# مستعین (قاهره)
مستعین (عربی: المستعین بالله) (ح. ۱۳۹۰ – فوریه یا مارس ۱۴۳۰)یکی از ده‌ها خلیفه «در سایه» عباسی در قاهره بود که تحت قیمومیت از سلاطین مملوک از ۱۴۰۶ تا ۱۴۱۴ در خلافت بود. او تنها خلیفه از نوع خود بود که مدتی قدرت اجرایی داشته و حاکم مصر نامیده شد؛ البته فقط برای شش ماه در ۱۴۱۲. پیش از او هیچ‌یک از خلفای قاهری عباسیان چنین قدرتی نداشتند و همگی اسماً خلیفه بودند.